# أنظمة السمعة

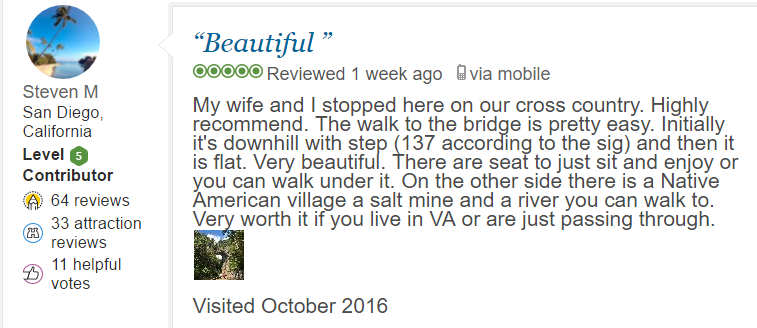

أنظمة السمعة برامج أو خوارزميات تتيح للمستخدمين تقييم أنفسهم في مواقع الإنترنت ووضع الثقة بالنظر إلى السمعة.